# Triomfboog van het Jubelpark
De Triomfboog van het Jubelpark (Frans: Arcades du Cinquantenaire) is een monument dat in Brussel werd opgericht op initiatief van koning Leopold II ter gelegenheid van de vijftigste verjaardag van de Belgische onafhankelijkheid vóór 1880. De eerste reeks monumenten is een enkele boog.
Ter gelegenheid van de 75e verjaardag werd het complex aangepast, waarbij ruimte werd gelaten voor bepaalde actuele interpretaties over de financiering van de metamorfoses. De socialistische politicus Emile Vandervelde zou ze in het midden van de parlementszaal "de arcaden van de afgehakte handen" hebben genoemd, om de financiering van de werken met Congolees rubbergeld aan te klagen (zie het artikel over de Onafhankelijke Congostaat en ABIR).

## Geschiedenis van de bouw
Met het oog op de organisatie van de tentoonstelling en de festiviteiten ter gelegenheid van het 50-jarig bestaan van België in 1880 werd het voormalige militaire oefenterrein op het Linthoutplateau omgevormd tot een plaats voor handelsbeurzen en tentoonstellingen. Het zou bekend worden als het Jubelpark.
De plannen van architect Gédéon Bordiau voorzagen in de bouw van een tentoonstellingspaleis in het centrum. De symmetrische vleugels zouden met elkaar worden verbonden door een dubbele halfronde bogengalerij onderbroken door een monumentale boog. Pas vijfentwintig jaar later werden het paleis en het monument geleidelijk voltooid.
De werkzaamheden gingen door na het Jubileum, terwijl op het terrein in 1888 een "grote internationale wedstrijd van wetenschap en industrie" werd gehouden, en vervolgens de Wereldtentoonstelling van 1897. In die tijd werden alleen de verticale benen van de boog gebouwd. Omdat de tijd en vooral de financiële middelen opraakten, werd voor de gelegenheid een tijdelijke boog gebouwd, gemaakt van een mengsel van gips en plantaardige vezels op een houten constructie, die later weer werd afgebroken. Aan de achterkant van het paleis is een grote tentoonstellingshal met metalen onderdelen gebouwd.
Het stadsbestuur en de regering waren terughoudend met het toekennen van de nodige fondsen voor de voortzetting van het werk, dat door velen als faraonisch werd beschouwd. De koning, die zijn project wilde verwezenlijken voor de viering van de 75e verjaardag van de Belgische onafhankelijkheid, besloot uiteindelijk het monument te financieren via de "Fondation de la Couronne" (Stichting van de Kroon), die gedeeltelijk putte uit de persoonlijke schatkist van de koning, uit beursbeleggingen en uit een fonds dat door de onafhankelijke staat Congo ter beschikking werd gesteld. Via een gezamenlijke brief aan de regering zegden 'milde schenkers', die ook wel als stromannen van Leopold II worden beschouwd, toe garant te staan voor de financiering van de voltooiing.
In 1904, nadat Bordiau was overleden, deed de koning een beroep op de Franse architect Charles Girault die de plannen wijzigde en een monumentale triomfboog met drie bogen ontwierp. De bouw werd in slechts acht maanden voltooid door 450 arbeiders, verdeeld over dag- en nachtdiensten. Voor het project van Girault moesten de funderingen van de boog van Bordiau en enkele overspanningen van de zuilengalerij met dynamiet worden afgebroken. De metalen hal werd achter de bogen gedeeltelijk ontmanteld, waardoor een uitgestrekte esplanade overbleef.
De inwijding van het gebouw, dat 7.500.000 gouden francs kostte, vond plaats op 27 september 1905.

## Beschrijving van het monument

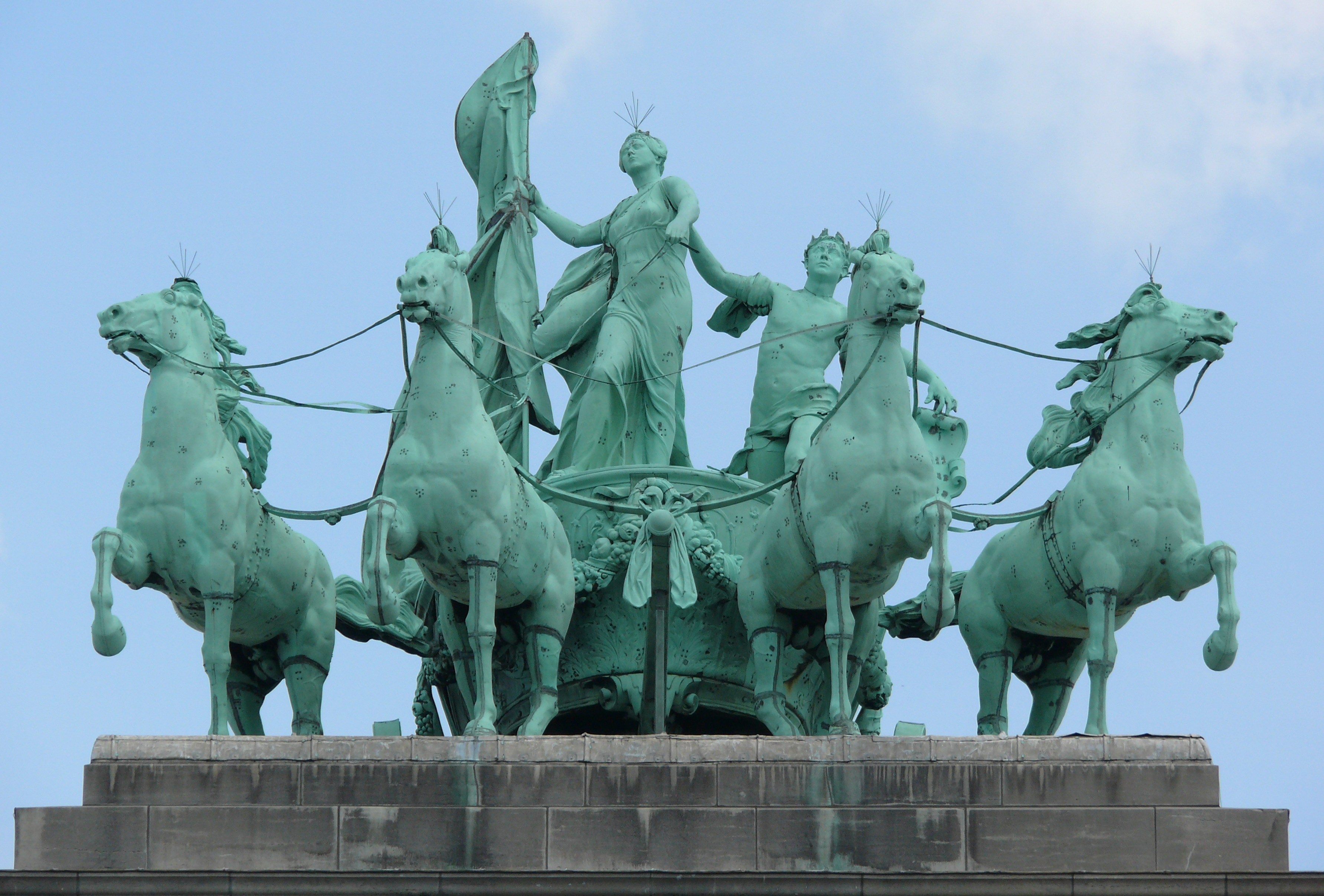
De Brabantse quadriga

De drievoudige arcade, 30 meter breed en 45 meter hoog, heeft drie traveeën van gelijke grootte. Het ensemble is gericht op de stad:
- aan de ene kant in de as van de Wetstraat die, de Leopoldwijk doorkruisend, naar de koninklijke wijk leidt, zetel van het parlement, de regering en het koninklijk paleis;

- aan de andere kant in de as van de Tervurenlaan die leidt naar het "Paleis der Koloniën", nu het Koninklijk Museum voor Midden-Afrika.

De decoratie van het monument en de beeldhouwwerken die het sieren, werden toevertrouwd aan de meest vooraanstaande kunstenaars van die tijd in een geest van nationale verheerlijking. De bronzen quadriga die er bovenop staat en die "Brabant dat de nationale vlag hijst" voorstelt, evenals de beelden die het omringen, zijn het werk van Thomas Vinçotte en Jules Lagae; de acht andere provincies worden zittend aan de voeten van de zuilen voorgesteld: Oost- en West-Vlaanderen door Jef Lambeaux, Antwerpen en Luik door Charles Van der Stappen, Henegouwen en Limburg door Albert Desenfans en Namen en Luxemburg door Guillaume De Groot. De zuilengalerij, die oorspronkelijk open was, werd in 1905 aan de achterzijde afgesloten door een muur, die vervolgens werd versierd met een mozaïekfries van 360 vierkante meter met als thema "de verheerlijking van het vreedzame en heldhaftige België".
Een wenteltrap, nu geflankeerd door een lift, leidt naar de tentoonstellingsruimte onder de quadriga en naar de twee terrassen aan weerszijden daarvan.
Het plafond van de arcaden, waarvan de bogen halfrond zijn, bestaat uit stenen cassetten, waarvan de helft is versierd met een lauwerkrans en de rest met het monogram van de koning.